# Семейный ужин
«Семейный ужин» (фр. Un dîner en famille) — политическая карикатура Карана д’Аша, посвященная реакции французской общественности на дело Дрейфуса. Карикатура появилась 13 февраля 1898 года и была опубликована в газете Le Figaro 14 февраля 1898 года, на 3 странице.

## Описание
Семейный ужин — диптих, состоящий из двух следующих друг за другом рисунков, первый из которых показывает семью, сидящую за ужином с подписью «Самое главное, давайте не говорить о деле Дрейфуса!» (фр. — Surtout! ne parlons pas de l'affaire Dreyfus!). На втором рисунке показана та же семья, сражающаяся за столом. Рисунок сопровождается подписью «Они о нём поговорили…» (фр. … Ils en ont parlé…).

## Политический контекст
Рисунок описывает разделение французского общества между дрейфусарами и антидрейфусарами во время дела Дрейфуса. Автор карикатуры, Каран д’Аш, являлся членом Лиги французского отечества, лиги антидрейфусар.

## Рециклирование
На сегодняшний день данный рисунок стал эталоном для иллюстрации дебатов, которые захватывают представителей всех слоёв общества со своим мнением, но в которых никто никого не убеждает.